# Onthophagus maleengnaafon
Onthophagus maleengnaafon là một loài bọ cánh cứng trong họ Bọ hung (Scarabaeidae).